# (5052) Nancyruth
(5052) Nancyruth (1984 UT3) – planetoida z pasa głównego asteroid okrążająca Słońce w ciągu 3,39 lat w średniej odległości 2,26 j.a. Odkryta 23 października 1984 roku.